# Mitscherlichita
La mitscherlichita és un mineral de la classe dels halurs. Rep el seu nom pel cristal·lògraf i químic alemany Eilhard Mitscherlich (1794-1863), professor de química a la Universitat de Berlín, Alemanya, qui va descobrir els fenòmens de l'isomorfisme i el polimorfisme, i qui va preparar el compost per primera vegada.

## Característiques
La mitscherlichita és un halur de fórmula química K₂CuCl₄·2H₂O. Cristal·litza en el sistema tetragonal. La seva duresa a l'escala de Mohs és 2,5.
Segons la classificació de Nickel-Strunz, la mitscherlichita pertany a «03.CJ - Halurs complexos, amb MX₆ complexes; M = Fe, Mn, Cu» juntament amb els següents minerals: clormanganokalita, rinneïta, eritrosiderita, kremersita, douglasita, redikortsevita, zirklerita.

## Formació i jaciments
Va ser descoberta en estat natural al mont Vesuvi, a la província de Nàpols, a Campània, Itàlia. També ha estat descrita a la mina Sar Cheshmeh, a Pariz, a la província de Kerman (Iran); al Piton de la Fournaise, a l'Illa de la Reunió; i al volcà Tolbàtxik, a l'óblast de Kamtxatka (Rússia).